# محمد كنوت برنستروم

محمد كنوت برنستروم

محمد كنوت برنستروم (بالسويدية: Mohammed Knut Bernström) ، ولد في 22 أكتوبر 1919 - توفي 21 أكتوبر 2009، دبلوماسي سويدي سابق، اعتنق الإسلام. وكان أيضاً عالم مسلم ومترجماً للقرآن الكريم.
وعمل كدبلوماسي في كل من إسبانيا، فرنسا، الاتحاد السوفيتي، الولايات المتحدة، البرازيل، كولومبيا، فنزويلا، والمغرب. وكان سفيراً إلى فنزويلا 1963-1969، وإسبانيا 1973-1976 والمغرب 1976-1983.
تقاعد من تلقاء نفسه في 1983، واعتنق الإسلام في 1986 وسمى نفسه محمد.
دفن في مدينة العرائش المغربية.

## وصلات خارجية
- Recitation of Quran in Arabic with Swedish translation by Muhammad Knut
- مشروع يتضمن ترجمة القرآن لمحمد كنوت برنستروم
- لقاء مع سعادة السفير السويدى كنوت بيرنستروم( نسخة محفوظة 3 مارس 2016 على موقع واي باك مشين.)